# Arriana
Arriana (in greco Αρριανά?, in turco: Kozlukebir) è un comune della Grecia situato nella periferia della Macedonia orientale e Tracia (unità periferica di Rodopi) con 18.259 abitanti secondo i dati del censimento 2001
A seguito della riforma amministrativa detta Programma Callicrate in vigore dal gennaio 2011 che ha abolito le prefetture e accorpato numerosi comuni, la superficie del comune è ora di 771 km² e la popolazione è passata da 5.781 a 18.259 abitanti